# Bruno Forte
Pour les articles homonymes, voir Forte.
Bruno Forte, né le 1er août 1949 à Naples (Italie), est un prélat et théologien catholique italien, archevêque de Chieti-Vasto depuis 2004.

## Biographie

### Formation et mission sacerdotale
À sa sortie du lycée, il entre au séminaire de Naples. Le 18 avril 1973, il est ordonné prêtre pour l'archidiocèse de Naples par le cardinal Corrado Ursi. Après son ordination, il est nommé curé des paroisses Notre-Dame-du-Sacré-Cœur, Sainte-Marie-de-la-Santé et Santa-Maria del Soccorso.
En 1974, il obtient un doctorat en théologie à la Faculté de théologie de Naples-Capodimonte, puis approfondit ses études à Tübingen et à Paris. En 1977, il obtient un diplôme en philosophie à l'université de Naples.
Auteur de plusieurs ouvrages sur la théologie, la philosophie et la spiritualité, il est un théologien reconnu dans le monde entier. Il enseigne la théologie dogmatique à la Faculté pontificale de théologie de l'Italie du Sud, dont il est doyen pendant trois mandats.

### Épiscopat
Le 26 juin 2004, le pape Jean-Paul II le nomme archevêque de Chieti. Il est consacré le 8 septembre suivant, en la cathédrale de Naples, par le cardinal Joseph Ratzinger, assisté du cardinal Michele Giordano et de l'évêque Luigi Diligenza. Il prend possession de l'archidiocèse le 25 septembre.
De 2005 à 2010, il est président de la « Commission pour la doctrine de la foi et de la catéchèse » de la Conférence épiscopale italienne ; puis, en 2010, il est nommé membre de la « Commission pour l'œcuménisme » pour une durée de cinq ans.
Il est également membre ordinaire de l'Académie pontificale de théologie et de l'Académie pontificale mariale internationale ainsi que membre du 'Conseil pontifical de la culture' et consultant auprès du 'Conseil pontifical pour la promotion de l'unité des chrétiens'. Le 15 janvier 2011, le pape Benoît XVI le nomme membre du Conseil pontifical pour la promotion de la nouvelle évangélisation.
Le 14 octobre 2013, le pape François le nomme secrétaire spécial du Synode des évêques sur la famille, qui se tient du 5 au 19 octobre 2014. Il est ensuite de nouveau nommé secrétaire spécial du synode qui se tient du 4 au 25 octobre 2015. En 2016, il est élu secrétaire général de la Région ecclésiastique d'Abruzzes-Molise.

## Exercices spirituels
Les exercices spirituels pour tous de Bruno Forte.

Extrait :

« Plus les chrétiens se laisseront rejoindre par le Vivant, plus ils seront libres d'eux-mêmes, libres pour le Père et pour les autres, et plus ils accompliront leur vocation, dans l'Église et dans le monde, en provoquant les hommes et les femmes à la liberté, en ouvrant la voie au Royaume qui vient. »

— Exercices spirituels sur les quatre Évangiles, trad. David Gabillet pour Magnificat, mai 2024, n° 378, p. 285.

## Ouvrages
- (it) Esercizi spirituali per tutti (trad. Exercices spirituels pour tous), San Paolo Edizioni, 2005, 2e éd., 64 p. (ISBN 978-8821554575)
- (it) Esercizi spirituali sui quattro Vangeli (trad. Exercices spirituels sur les quatre Évangiles), San Paolo Edizioni, 2017, 288 p. (ISBN 978-8892213234)
- (it) Il Vangelo della Chiesa. Esercizi spirituali sugli Atti degli Apostoli (trad. L'Évangile de l'Église. Exercices spirituels sur les Actes des Apôtres), San Paolo Edizioni, 2020, 144 p. (ISBN 978-8892221512)
- (it) Le beatitudini. Esercizi spirituali (trad. Les béatitudes. Exercices spirituels), San Paolo Edizioni, 2023, 192 p. (ISBN 978-8892241428)